# Wilhelm Angerstein

Wilhelm Angerstein (vor 1893)

Wilhelm Emil Angerstein (* 20. August 1835 in Berlin; † 30. April 1893) war ein deutscher Turnschriftsteller.

## Leben und Wirken
Er war der uneheliche Sohn der unverheirateten Maria Charlotte Angerstein genannt Schulz, die aus Havelberg stammte. Der spätere Turnreformer Eduard Ferdinand Angerstein war sein älterer Bruder. Nach dem Schulbesuch am Grauen Kloster in Berlin studierte er und promovierte zum Dr. phil. 1854 wurde er Soldat im Pommerschen Artillerieregiment Nr. 2. Drei Jahre später quittierte er den Militärdienst, um sich beruflich dem Turnen zu widmen. Er wurde Vorsitzender des Turnvereins "Gut Heil!" in Berlin. 1859 folgte er einem Ruf als Turnlehrer nach Köln. 1861 reichte er dort im Auftrag des Kölner Turnvereins eine Petition gegen das schwedische gymnastische Turnen beim preußischen Abgeordnetenhaus ein. Aufgrund seiner politischen Tätigkeit erfolgte 1864 seine Entlassung, woraufhin er wieder nach Berlin zurückging und dort als Schriftsteller arbeitete. Am bekanntesten wurde sein Lebensbild über Friedrich Ludwig Jahn.

## Schriften (Auswahl)
- Die Deutsche Burschenschaft und das Wartburgfest von 1817 in ihrem Zusammenhange mit dem Turnen.  Vortrag gehalten bei der Gedächtnissfeier für Friedrich Ludwig Jahn am 15. Aug. 1858. Angerstein, Berlin 1858.
- Friedrich Ludwig Jahn. Ein Lebensbild für das deutsche Volk. Gedenkfeier der Schlacht bei Leipzig. Haude und Spener, Berlin, 1861.
- Anleitung zur Einrichtung von Turnanstalten für jedes Alter und Geschlecht. Nebst Beschreibung und Abbildung aller beim Turnen gebräuchlichen Geräthe und Gerüste mit genauer Angabe ihrer Maße und Aufstellungsart. Haude und Spener, Berlin, 1863.
- Die Berliner März-Ereignisse im Jahre 1848. Leipzig 1864.
- Volkstänze im deutschen Mittelalter nach zwei Vorträgen [...] Berlin 1868.
- Das deutsche Turnen. Theorie und Praxis für Turnlehrer, Vorturner und alle Freunde geregelter Leibes-Uebungen. Berlin 1870.